# Lista de prefeitos de Niterói
Esta é a lista de prefeitos da cidade de Niterói, cidade situada na região metropolitana do estado do Rio de Janeiro. Até a sanção da Lei Complementar n° 20 que determinou a fusão com o Estado da Guanabara em 1974, Niterói foi a capital do Estado do Rio de Janeiro. O prefeito atual é Rodrigo Neves, do Partido Democrático Trabalhista.
O cargo de prefeito no Brasil, foi criado em 11 de abril de 1835, pela assembleia provincial paulista, em reação aos amplos poderes conferidos pelo Código de Processo Criminal de 1832 às câmaras municipais. Seguiram o exemplo paulista seis províncias do nordeste brasileiro (Alagoas, Ceará, Maranhão, Paraíba, Pernambuco e Sergipe).
Sob a vigente ordem constitucional, essa designação é dada ao funcionário público do Poder Executivo municipal, que exerce seu cargo em função de uma legislatura (mandato), sendo para tanto eleito a cada quatro anos, podendo ser reeleito por mais 4 anos (segundo mandato).
Funções
O poder executivo municipal chefia a administração e comanda os serviços públicos, tendo como comandante o prefeito.
A partir da constituição brasileira de 1934, o cargo de prefeito passou a ser o único, em todo o Brasil, ao qual estão atribuídas as funções de chefe do poder executivo do governo local, em simetria aos chefes dos executivos da União e do estado, portanto, em forma monocrática. Este texto quer dizer que deverá haver harmonia e integração de ação entre as esferas envolvidas sem a intervenção de uma na outra, exceto nos casos previstos na Constituição Federal.
Eleições
O prefeito é eleito por sufrágio universal, secreto, direto, em pleito simultâneo em todo o País, realizado a cada quatro anos, no primeiro domingo de outubro.
E trinta dias após tem lugar o segundo turno, se o eleito em primeiro lugar não atingir 50% dos votos válidos mais um voto, no caso de municípios com mais de duzentos mil eleitores.
Conforme a legislação eleitoral atual no Brasil para tornar-se elegível, exige-se uma série de requisitos;
- Possuir nacionalidade brasileira ou portuguesa (neste caso, o cidadão português deve se encontrar amparado pelo Estatuto de Igualdade entre Portugueses e Brasileiros),
- Título de eleitor em dia e estar em gozo pleno do exercício dos direitos políticos,
- Domicilio eleitoral na circunscrição na qual o candidato se apresenta,
- Filiação partidária,
- Ser alfabetizado (tópico invalidado pela atual constituição brasileira de 1988),
- Desincompatibilização de cargo público — Se ocupa um cargo público deve sair seis meses antes das eleições e voltar caso possa só após seis meses ao pleito eleitoral,
- Renúncia de outro mandado até seis meses antes do pleito e não ser parente afim ou consangüíneo, até segundo grau, ou cônjuge de titular de cargo eletivo; pode, entretanto, ser candidato à reeleição (artigo 14 da Constituição),
- Ter idade mínima de 21 anos.

## Prefeitos
| Nº | Nome                               | Imagem                              | Partido                                         | Início do mandato       | Fim do mandato                                  | Observações                                                              |
| 1  | Paulo Alves                        |                                     | Partido Republicano Fluminense PRF              | 5 de janeiro de 1904    | 9 de novembro de 1904                           | Intendente nomeado pelo Governador Nilo Peçanha                          |
| 2  | Benedito Nunes                     |                                     | Partido Republicano Fluminense PRF              | 9 de novembro de 1904   | 23 de outubro de 1905                           | Intendente nomeado pelo Governador Nilo Peçanha                          |
| 3  | Carolino Ramos                     |                                     | Partido Republicano Fluminense PRF              | 28 de outubro de 1905   | 31 de dezembro de 1906                          | Intendente nomeado pelo Governador Nilo Peçanha                          |
| 4  | João Pereira Ferraz                |                                     | Partido Republicano Fluminense PRF              | 31 de dezembro de 1906  | 29 de dezembro de 1910                          | Intendente nomeado pelo Governador Alfredo Backer                        |
| 5  | Feliciano Sodré                    |                                     | Partido Republicano Conservador Fluminense PRCF | 31 de dezembro de 1910  | 21 de março de 1914                             | Intendente nomeado pelo Governador Oliveira Botelho                      |
| 6  | Rodolfo Machado                    |                                     | Partido Republicano Fluminense PRF              | 21 de março de 1914     | 31 de dezembro de 1914                          | Intendente (1ª vez)                                                      |
| 7  | Otávio Carneiro                    |                                     | Partido Republicano Fluminense PRF              | 31 de dezembro de 1914  | 31 de dezembro de 1918                          | Intendente                                                               |
| 8  | Enéas Ribeiro de Castro            |                                     | Partido Republicano Fluminense PRF              | 31 de dezembro de 1918  | 22 de maio de 1921                              | Intendente                                                               |
| 9  | Ranulfo Bocaiúva                   |                                     | Partido Republicano Fluminense PRF              | 23 de maio de 1921      | 7 de junho de 1922                              | Intendente                                                               |
| 10 | Cantidiano Gomes                   |                                     | Partido Liberal PL                              | 7 de junho de 1923      | 25 de julho de 1923                             | Intendente substituto                                                    |
| 11 | Henrique Figueiredo                |                                     | Partido Liberal PL                              | 25 de julho de 1923     | 23 de agosto de 1923                            | Intendente substituto                                                    |
| 12 | Filipe Sennés                      |                                     | Partido Republicano Conservador Fluminense PRCF | 23 de agosto de 1923    | 27 de setembro de 1923                          | Intendente substituto                                                    |
| 13 | Homero Brasiliense Soares de Pinho |                                     | Partido Republicano Conservador Fluminense PRCF | 24 de setembro de 1923  | 24 de junho de 1924                             | Intendente substituto                                                    |
| 14 | Rodolfo Machado                    |                                     | Partido Republicano Fluminense PRF              | 24 de junho de 1924     | 30 de abril de 1927                             | Intendente (2ª vez)                                                      |
| 15 | Manuel Ribeiro de Almeida          |                                     | Partido Republicano Fluminense PRF              | 30 de abril de 1927     | 31 de dezembro de 1929                          | Intendente                                                               |
| 16 | Manuel Antunes de Castro Guimarães |                                     | Partido Progressista PP                         | 31 de dezembro de 1929  | 24 de outubro de 1930                           | Intendente                                                               |
| 17 | Júlio Limeira da Silva             |                                     | Partido Progressista PP                         | 24 de outubro de 1930   | 30 de maio de 1931                              | Prefeito nomeado                                                         |
| 18 | Júlio César de Noronha             |                                     | Partido Progressista PP                         | 30 de maio de 1931      | 15 de dezembro de 1931                          | Prefeito nomeado                                                         |
| 19 | Gastão Braga                       |                                     | Frente Republicana Brasileira FRB               | 15 de dezembro de 1931  | 3 de agosto de 1932                             | Prefeito nomeado                                                         |
| 20 | Gustavo Lira                       |                                     | União Progressista Fluminense UPF               | 3 de agosto de 1932     | 4 de dezembro de 1935                           | Prefeito nomeado                                                         |
| 21 | Francisco Brandão Jr               |                                     | Partido Popular Radical PPR                     | 4 de dezembro de 1935   | 27 de julho de 1936                             | Prefeito nomeado (1ª vez)                                                |
| 22 | Álvaro Viana                       |                                     | Partido Social Republicano PSR                  | 27 de julho de 1936     | 7 de agosto de 1937                             | Prefeito nomeado                                                         |
| 23 | Alfredo de Freitas Bahiense        |                                     | Partido Popular Radical PPR                     | 7 de agosto de 1937     | 16 de novembro de 1937                          | Prefeito nomeado                                                         |
| 24 | Paulino Soares de Sousa Neto       |                                     | Partido Liberal PL                              | 16 de novembro de 1937  | 23 de novembro de 1937                          | Prefeito nomeado                                                         |
| 25 | Francisco Brandão Jr               |                                     | Partido Popular Radical PPR                     | 23 de novembro de 1937  | 4 de fevereiro de 1945                          | Prefeito nomeado (2ª vez)                                                |
| 26 | Ismael de Lima Coutinho            |                                     | Partido Social Democrático PSD                  | 4 de fevereiro de 1945  | 27 de fevereiro de 1945                         | Prefeito nomeado                                                         |
| 27 | Brígido Tinoco                     |                                     | Partido Social Democrático PSD                  | 27 de fevereiro de 1945 | 7 de novembro de 1945                           | Prefeito nomeado                                                         |
| 28 | Sabino Mangeon                     |                                     | Partido Social Democrático PSD                  | 8 de novembro de 1945   | 21 de fevereiro de 1946                         | Prefeito nomeado (1ª vez)                                                |
| 29 | José de Moura e Silva              |                                     | Partido Democrata Cristão PDC                   | 21 de fevereiro de 1946 | 25 de setembro de 1946                          | Prefeito nomeado                                                         |
| —  | Sabino Mangeon                     |                                     | Partido Social Democrático PSD                  | 25 de setembro de 1946  | 27 de setembro de 1946                          | Prefeito nomeado substituto                                              |
| 30 | Manuel Antunes de Castro Guimarães |                                     | Partido Social Democrático PSD                  | 27 de setembro de 1946  | 6 de fevereiro de 1947                          | Prefeito nomeado                                                         |
| —  | Sabino Mangeon                     |                                     | Partido Social Democrático PSD                  | 6 de fevereiro de 1947  | 11 de fevereiro de 1947                         | Prefeito nomeado substituto                                              |
| 31 | Breno de Abreu Sodré               |                                     | Partido Social Democrático PSD                  | 11 de fevereiro de 1947 | 24 de fevereiro de 1947                         | Prefeito nomeado                                                         |
| —  | Sabino Mangeon                     |                                     | Partido Social Democrático PSD                  | 24 de fevereiro de 1947 | 12 de março de 1947                             | Prefeito nomeado substituto                                              |
| 32 | Celso Macedo Soares                |                                     | Partido Social Democrático PSD                  | 12 de março de 1947     | 31 de março de 1948                             | Prefeito nomeado                                                         |
| 33 | José Inácio da Rocha Werneck       |                                     | União Democrática Nacional UDN                  | 31 de março de 1948     | 28 de junho de 1950                             | Prefeito eleito renuncia o cargo (1ª vez)                                |
| 34 | Alberto Rodrigues Fortes           |                                     | União Democrática Nacional UDN                  | 28 de junho de 1950     | 8 de dezembro de 1950                           | Vice-prefeito eleito no cargo de Prefeito (1ª vez)                       |
| 35 | José Inácio da Rocha Werneck       |                                     | União Democrática Nacional UDN                  | 8 de dezembro de 1950   | 31 de janeiro de 1951                           | Prefeito eleito em sufrágio universal (2° vez)                           |
| 36 | Osvaldo de Mendonça                |                                     | União Democrática Nacional UDN                  | 31 de janeiro de 1951   | 15 de fevereiro de 1951                         | Presidente da Câmara Municipal                                           |
| 37 | Daniel Almeida                     |                                     | Partido Social Democrático PSD                  | 15 de fevereiro de 1951 | 27 de fevereiro de 1953                         | Prefeito eleito em sufrágio universal                                    |
| 38 | Altivo Mendes Linhares             |                                     | Partido Social Democrático PSD                  | 27 de fevereiro de 1953 | 17 de fevereiro de 1954                         | Prefeito eleito em sufrágio universal                                    |
| —  | José Geraldo da Costa              |                                     | Partido Trabalhista Brasileiro PTB              | 17 de fevereiro de 1954 | 22 de fevereiro de 1954                         | Vice-Prefeito no cargo de titular interinamente                          |
| 38 | Altivo Mendes Linhares             |                                     | Partido Social Democrático PSD                  | 22 de fevereiro de 1954 | 4 de março de 1954                              | Prefeito eleito em sufrágio universal que reassumiu o mandato            |
| 39 | Lealdino Soares de Alcântara       |                                     | Partido Social Democrático PSD                  | 4 de março de 1954      | 31 de janeiro de 1955                           |                                                                          |
| 40 | Alberto Rodrigues Fortes           |                                     | União Democrática Nacional UDN                  | 31 de janeiro de 1955   | 31 de janeiro de 1959                           | Prefeito eleito em sufrágio universal (2° vez)                           |
| 41 | Wilson Pereira de Oliveira         |                                     | Partido Social Progressista PSP                 | 31 de janeiro de 1959   | 13 de janeiro de 1961                           | Prefeito eleito afastado de forma definitiva por Impeachment             |
| 42 | Dalmo Oberlaender                  |                                     | União Democrática Nacional UDN                  | 13 de janeiro de 1961   | 31 de janeiro de 1963                           | Vice-prefeito eleito no cargo de Prefeito definitivamente                |
| 43 | Sílvio de Lemos Picanço            |                                     | Partido Trabalhista Brasileiro PTB              | 31 de janeiro de 1963   | 26 de outubro de 1964                           | Prefeito eleito, renunciou após o Golpe Militar de 1964                  |
| 44 | Emílio Jorge Abunahman             |                                     | Aliança Renovadora Nacional ARENA               | 26 de outubro de 1964   | 31 de janeiro de 1971                           | Vice-Prefeito eleito no cargo de titular definitivamente                 |
| 45 | José de Matos Pitombo              |                                     | Movimento Democrático Brasileiro MDB            | 31 de janeiro de 1971   | 7 de janeiro de 1972                            | Prefeito eleito em sufrágio universal                                    |
| 46 | Ivan Fernandes de Barros           |                                     | Aliança Renovadora Nacional ARENA               | 7 de janeiro de 1972    | 15 de março de 1975                             | Prefeito eleito em sufrágio universal                                    |
| 47 | Ronaldo Fabrício                   |                                     | Aliança Renovadora Nacional ARENA               | 15 de março de 1975     | 31 de janeiro de 1977                           | Prefeito nomeado pelo governador.                                        |
| 48 | Moreira Franco                     |                                     | MDB/PDS                                         | 31 de janeiro de 1977   | 13 de maio de 1982                              | Prefeito eleito em sufrágio universal                                    |
| 49 | Armando Barcelos                   |                                     | Partido Trabalhista Brasileiro PTB              | 13 de maio de 1982      | 22 de dezembro de 1982                          | Vice-Prefeito eleito no cargo de titular definitivamente                 |
| —  | João Batista da Costa Sobrinho     |                                     | Movimento Democrático Brasileiro MDB            | 22 de dezembro de 1982  | 31 de janeiro de 1983                           | Presidente da Câmara de Vereadores no cargo de titular de forma interina |
| 50 | Waldenir Bragança                  |                                     | PDS/PMDB                                        | 1º de fevereiro de 1983 | 1º de janeiro de 1989                           | Prefeito eleito em sufrágio universal                                    |
| 51 | Jorge Roberto Silveira             |                                     | Partido Democrático Trabalhista PDT             | 1º de janeiro de 1989   | 31 de dezembro de 1992                          | Prefeito eleito em sufrágio universal (1ª vez)                           |
| 52 | João Sampaio                       |                                     | Partido Democrático Trabalhista PDT             | 1º de janeiro de 1993   | 1º de janeiro de 1997                           | Prefeito eleito em sufrágio universal                                    |
| 53 | Jorge Roberto Silveira             |                                     | Partido Democrático Trabalhista PDT             | 1º de janeiro de 1997   | 31 de dezembro de 2000                          | Prefeito eleito em sufrágio universal (2ª vez)                           |
| 53 | Jorge Roberto Silveira             | 1º de janeiro de 2001               | Partido Democrático Trabalhista PDT             | 4 de abril de 2002      | Prefeito reeleito que renuncia o cargo (3ª vez) |                                                                          |
| 54 | Godofredo Pinto                    |                                     | Partido dos Trabalhadores PT                    | 4 de abril de 2002      | 31 de dezembro de 2004                          | Vice-prefeito eleito no cargo de Prefeito                                |
| 54 | Godofredo Pinto                    | 1º de janeiro de 2005               | Partido dos Trabalhadores PT                    | 31 de dezembro de 2008  | Prefeito reeleito em sufrágio universal         |                                                                          |
| 55 | Jorge Roberto Silveira             |                                     | Partido Democrático Trabalhista PDT             | 1º de janeiro de 2009   | 31 de dezembro de 2012                          | Prefeito eleito em sufrágio universal (4ª vez)                           |
| 56 | Rodrigo Neves                      |                                     | Partido dos Trabalhadores PT                    | 1º de janeiro de 2013   | 31 de dezembro de 2016                          | Prefeito eleito em sufrágio universal                                    |
| 56 | Rodrigo Neves                      | Partido Verde PV                    | 1º de janeiro de 2017                           | 31 de dezembro de 2020  | Prefeito reeleito em sufrágio universal         |                                                                          |
| 56 | Rodrigo Neves                      | Partido Democrático Trabalhista PDT | 1º de janeiro de 2017                           | 31 de dezembro de 2020  | Prefeito reeleito em sufrágio universal         |                                                                          |
| 57 | Axel Grael                         |                                     | Partido Democrático Trabalhista PDT             | 1º de janeiro de 2021   | 31 de dezembro de 2024                          | Prefeito eleito em sufrágio universal                                    |
| 58 | Rodrigo Neves                      |                                     | Partido Democrático Trabalhista PDT             | 1º de janeiro de 2025   | Atualidade                                      | Prefeito eleito em sufrágio universal                                    |

## Referência bibliográfica
- Carlos Wehrs|WEHRS, Carlos. Niterói, Cidade Sorriso: a história de um lugar. Rio de Janeiro: Sociedade Gráfica Vida Doméstica, 1984.